# Angkor Wat (Band)
Angkor Wat war eine US-amerikanische Crossover-Band aus Corpus Christi, Texas, die im Jahr 1986 gegründet wurde und sich 1991 auflöste.

## Geschichte
Die Band wurde im Jahr 1986 gegründet. Im Sommer 1988 ging die Band auf eine Tour durch den Süden der USA zusammen mit Tyrranicide und eine weitere zusammen mit Cryptic Slaughter. Im selben Jahr war die Band zudem auf den Samplern Satan’s Revenge II, Thrash Metal Attack II und mit dem Lied Emotional Blackmail auf dem Metal-Blade-Sampler Complete Death II zu hören. Im Jahr 1989 erschien über Metal Blade Records das Debütalbum When Obscenity Becomes the Norm… Awake!, dem 1990 Corpus Christi folgte. Beide Alben wurden von Kerry Crafton produziert. Auf dem ersten Album bestand die Band aus dem Bassisten Mike „Titty“ Titsworth, dem Schlagzeuger Dave „Bambi“ Nuss, den Gitarristen Adam „(King) Bunnie“ Grossman und Danny „Edith Bunker“ Lohner und dem Sänger Dave „Dee“ Brinkam. Auf dem zweiten Album teilten sich Lohner und Grossman die Rolle des Bassisten, wobei Grossman auch noch den Posten des Sängers übernahm. Da sich im Jahr 1991 einige Mitglieder entschlossen, die Band Skrew zu gründen, kam es zur Auflösung der Band. Das Skrew-Album Burning in Water, Drowning in Flame wurde bereits im Jahr 1990 von Angkor Wat aufgenommen. Da sich dieses Material durch die elektronischen Einflüsse zu sehr vom bisherigen Material unterschied, entschieden sich einige Mitglieder für die Gründung einer neuen Band.

## Stil
Laut Andrea Nieradzik vom Metal Hammer spielt die Band auf Corpus Christi eine abwechslungsreiche Mischung aus Metal und Hardcore Punk. Laut thethrashmetalguide.com spielt die Band auf When Obscenity Becomes the Norm… Awake! eine Mischung aus Thrash Metal und Hardcore Punk. Der Gesang klinge hysterisch und sei geshoutet. Auf Corpus Christi seien die Texte ernster als noch beim Vorgänger. Auf dem Album gebe es technisch anspruchsvollen Thrash Metal. Zudem würden vereinzelt Elemente aus dem Industrial Metal eingearbeitet werden, sodass ein Vergleich zu den ersten Skrew-Alben nahe komme.

## Diskografie
- 1988: Demonstration Under Duress (Demo, Eigenveröffentlichung)
- 1988: Demo, 1988 (Demo, Eigenveröffentlichung)
- 1989: Crash and Burn (Split-Video mit Hallows Eve, Fates Warning, Sacred Reich und Heretic, Metal Blade Records)
- 1989: When Obscenity Becomes the Norm… Awake! (Album, Metal Blade Records)
- 1990: Corpus Christi (Album, Metal Blade Records)
- 1995: When Obscenity Becomes the Norm… Awake! / Corpus Christi (Kompilation, Metal Blade Records)